# Рока (Небраска)
Рока (енгл. Roca) град је у америчкој савезној држави Небраска.

## Демографија
По попису из 2010. године број становника је 220, што је 0 (0,0%) становника више него 2000. године.
| Група             | 2000.       | 2010.       |
| Белци             | 215 (97,7%) | 213 (96,8%) |
| Афроамериканци    | 0 (0,0%)    | 0 (0,0%)    |
| Азијати           | 0 (0,0%)    | 1 (0,5%)    |
| Хиспаноамериканци | 2 (0,9%)    | 0 (0,0%)    |
| Укупно            | 220         | 220         |